# باريس تورز 1998
باريس تورز 1998 (بالفرنسية: Paris-Tours 1998)‏ هو سباق دراجات هوائية، وهو الموسم رقم 92 من باريس تورز، وأقيم في 4 أكتوبر 1998 ضمن سباقات كأس العالم لسباق الدراجات على الطريق 1998.
فاز بالمركز الأول جاكي دوراند، وبالمركز الثاني Mirco Gualdi ‏، وبالمركز الثالث جان كيرسيبو.

## الفائزون
| الترتيب | الفائز        |
| ------- | ------------- |
| الفائز  | جاكي دوراند   |
| الثاني  | Mirco Gualdi ‏ |
| الثالث  | جان كيرسيبو   |